# Роуз, Фред
Фред Ро́уз (англ. Fred Rose; 24 августа 1898, Эвансвилл — 1 декабря 1954, Нашвилл) — американский композитор, продюсер, музыкальный издатель. Ключевая фигура в развитии музыкальной индустрии Нэшвилла с 1942 по 1954 год.

## Биография
Рождённый в Эвансвилле (штат Индиана), Фред Роуз ещё маленьким мальчиком начал петь и играть на фортепьяно. В ранней юности он переехал в Чикаго (штат Иллинойс), где выступал в барах за чаевые, а затем исполнял сатирические песенки в варьете. В конце концов он добился успеха как композитор, написав свой первый хит для исполнительницы Софи Такер.
Роуз некоторое время жил в Нэшвилле (штат Теннесси), но его радиошоу, выходившее там, оказалось не слишком удачным, и он отправился в Нью-Йорк в надежде сделать карьеру композитора. Там он начал писать песни совместно с Рэем Уитли — звездой вестернов, и это сотрудничество открыло для Фреда огромные перспективы музыки кантри. Он даже недолго жил в одной квартире с Рэем и его женой Кей в Голливуде, став соавтором многих песен для фильмов Уитли.
В 1942 году Роуз вернулся в Нэшвилл и вместе с известным кантри-певцом Роем Экаффом открыл первую в городе звукозаписывающую компанию. «Экафф-Роуз Мюзик» почти сразу же становится процветающим предприятием, особенно благодаря суперхитам их клиента Хэнка Уильямса. Компанию осталась основой музыкальной кантри-индустрии даже после смерти Фреда. Его сын Уэсли Роуз принял бразды правления на себя и сотрудничал с Экаффом до 1985 года, когда фирма была продана «Гэйлорд Энтертейнмент Компани» — владельцу шоу Grand Ole Opry.
Даже занимаясь музыкальным бизнесом, Фред Роуз продолжал писать многочисленные песни в стиле кантри и в конце концов стал одной из важнейших фигур в этой индустрии. Ему принадлежат такие хиты как «Red Hot Mama», «Blue Eyes Crying in the Rain», «Texarkana Baby», « Crazy Heart», «Faded Love and Winter Roses», «Kaw-Liga» и многие другие. Он также писал песни под псевдонимом Флойд Дженкинс.
Фред Роуз умер в Нэшвилле в 1954 и был похоронен на кладбище Маунт-Оливет. Вместе с Хэнком Уильямсом и «отцом кантри-музыки» Джимми Роджерсом он был принят в только что образованный Зал славы кантри в 1961 году. В 1985 году он был введен в национальный Зал славы композиторов.